# Christian Larsen (arkivar)
 Der er flere personer med dette navn, se Christian Larsen.
Christian Larsen (født 16. juni 1974) er en dansk historiker, ph.d. og arkivar og seniorforsker ved Rigsarkivet siden 2003.
Larsen har studeret historie på RUC og Københavns Universitet. Han blev cand.mag. i 2000 og var efterfølgende ansat ved Landsarkivet for Sjælland, Lolland-Falster og Bornholm i perioden 2001-2002, dernæst ved Birkerød Kommune, og senest fra 2003 Rigsarkivet. I 2009 opnåede han en ph.d.-grad fra Danmarks Pædagogiske Universitetsskole.
Han har særlig forsket i skole- og uddannelseshistorie i det 18.-20. århundrede, kirkehistorie i det 18.-19. århundrede, samt forvaltningshistorie.
Siden 2002 har han været styrelsesmedlem i Selskabet for Skole- og Uddannelseshistorie, og siden 2009 anmelderredaktør på deres årbog Uddannelseshistorie. Han er desuden medlem af Kildeskriftselskabet og formand for Arkivforeningen 2007-2011. I korte perioder desuden redaktør af Zise (tidsskrift for Told- og Skattehistorisk Selskab) og af Personalhistorisk Tidsskrift.